# Techniczna Oficerska Szkoła Wojsk Lotniczych
Techniczna Oficerska Szkoła Wojsk Lotniczych im. Walerego Wróblewskiego (TOSWL) w Oleśnicy.

## Formowanie i zmiany organizacyjne
Szkołę powołano do życia 3 lipca 1955. Swoją siedzibę znalazła w koszarach zbudowanych przez Niemców w 1935 i przejęła znajdujące się obok nich lotnisko. Miała przygotowywać średni personel techniczny: oficerów-techników lotniczych.
Poprzedniczką TOSWL w kształceniu naziemnego personelu technicznego dla wojsk lotniczych była Techniczna Szkoła Lotnicza (TSL), która powstała w Zamościu w 1945 r. Jej komendantem był oficer radziecki płk Piotr Bielikow. W 1951 r. TSL została przemianowana na Techniczną Szkołę Wojsk Lotniczych (TSWL). Kształciła ona zarówno oficerów jak i podoficerów. Jej komendantem był przedwojenny polski pilot płk Bernard Adamecki. Po kolejnych reorganizacjach szkoła została podzielona w 1955 r. na dwa ośrodki: na kształcącą oficerów Techniczną Oficerską Szkołę Wojsk Lotniczych (TOSWL) z siedzibą w Oleśnicy i na ośrodek szkolenia podoficerów i mechaników lotniczych (TSWL) w Zamościu.
Od 15 czerwca 1946 r. absolwenci szkoły mieli prawo do noszenia odznaki mechanika lotniczego: oficerowie – złotą, podoficerowie – srebrną. Od 1973 r. prawo do złotej odznaki przejęli absolwenci Szkoły Chorążych Personelu Technicznego Wojsk Lotniczych w Oleśnicy.
Odznaką TOSWL jest metalowy, emaliowany w kolorze czerwonym romb. W jego górnej części jest orzeł bez korony, niżej napis TOSWL. Odznakę nosiło się na prawej górnej kieszeni munduru wyjściowego. W 1967 w ramach TOSWL utworzono Szkołę Chorążych Personelu Technicznego Wojsk Lotniczych.
W 1970 TOSWL przekształcono w Centralny Ośrodek Szkolenia Specjalistów Technicznych Wojsk Lotniczych (COSSTWL). Przygotowywano w nim już nie techników-oficerów, ale techników-chorążych. COSSTWL był jedyną szkołą w Polsce przygotowującą specjalistów obsługi technicznej samolotów naddźwiękowych oraz (do 1984) śmigłowców.
W 1990 na bazie COSSTWL i zamojskiego TSWL utworzono Centrum Szkolenia Inżynieryjno-Lotniczego. Zaczęto powoli sięgać do przedwojennej tradycji: 30 kwietnia 1995 CSIL otrzymało akt dziedzictwa tradycji polskiego szkolnictwa lotniczo-technicznego od 1918, a 2 marca 1996 ówczesny minister obrony narodowej Stanisław Dobrzański wręczył Centrum nowy sztandar, ufundowany przez społeczeństwo Oleśnicy i regionu. Przy CSIL-u działały: WKS Oleśniczanka (istnieje od 1957), który dochował się wielu wybitnych lekkoatletów; Klub Garnizonowy i Klub CSIL, prowadzący działalność kulturalną, oraz Wojskowy Ośrodek Szkolenia Spadochronowego. 13 lutego 2002 Ministerstwo Obrony Narodowej podjęło decyzję o rozformowaniu CSIL-u. W końcu 2008 roku reformą wyższego szkolnictwa wojskowego, w wyniku której Wyższa Szkoła Oficerska Sił Powietrznych (WSOSP) stała się samodzielną uczelnią wyższą, nadzorowaną przez Ministerstwo Obrony Narodowej, powołano Centrum Szkolenia Inżynieryjno-Lotniczego w Dęblinie (CSIL), które to decyzją Nr 328/MON z dnia 26 sierpnia 2010 roku dziedziczy i kultywuje tradycje TOSWL.

## Komendanci TOSWL
- płk dyp. nawig. Kazimierz Burczak
- płk dypl. pil. Józef Sobieraj
- płk Piotr Kowalczyk
- płk dypl. pil. Jerzy Budzisz
- płk mgr inż. Jerzy Słowiński
- płk mgr inż. Jan Lech
- płk dr inż. Wiesław Kaczmarski
- płk dr inż. Wiesław Melnarowicz
- płk mgr inż. Andrzej Graczyk